# デンバー (軽巡洋艦)
デンバー (USS Denver, CL-58) は、アメリカ海軍の軽巡洋艦。クリーブランド級軽巡洋艦の1隻。艦名はコロラド州デンバーに因む。その名を持つ艦としては2隻目。

## 艦歴
「デンバー」は1940年12月26日にニュージャージー州カムデンのニューヨーク造船所で起工した。1942年4月4日にL・J・ステープルトン（当時のデンバー市長の娘）によって命名・進水し、1942年10月15日に艦長R・B・カーニー大佐の指揮下就役した。
就役後、1943年1月23日にフィラデルフィアを出航、2月14日にニューヘブリディーズ諸島のエファテ島に到着する。デンバーは3月6日にコロンバンガラ島のビラに対して最初の砲撃を行う。この戦闘で艦隊はビラ・スタンモーア夜戦において日本の駆逐艦「峯雲」および「村雨」を撃沈した。「デンバー」はソロモン諸島における作戦活動を継続し、6月29日、30日にはニュージョージア島侵攻に伴いバラレ島への砲撃を行う。その後は同海域での偵察任務を継続した。
1943年10月31日、「デンバー」は第39任務部隊と共にポート・パーヴィスを出航し、ブーゲンビル島のタロキナ岬に上陸しようとする日本軍部隊の迎撃に向かった。11月1日から2日にかけて、日本艦隊との間で、ブーゲンビル島沖海戦（エンプレス・オーガスタ湾海戦）が生起した。この夜戦で日本軍は軽巡洋艦「川内」と駆逐艦「初風」を失い、重巡洋艦2隻および駆逐艦「五月雨」と「白露」が損傷、そのほかに駆逐艦「時雨」などが無傷で離脱していった。「デンバー」は混戦の中で味方の駆逐艦と衝突しかけた上に、第五戦隊（妙高、羽黒）が発射した8インチ砲弾を3発受けたものの、幸運にもそれらは爆発しなかった。この戦闘における功績で「デンバー」は海軍殊勲部隊章を受章した。
「デンバー」は1943年11月10日および11日に行われたタロキナ岬上陸を支援し、その2日後の戦闘では敵機による魚雷攻撃で大破、動力と通信を全て失い、乗組員20名が死亡した。デンバーは艦隊曳船「スー(USS Sioux, AT-75) 」に牽引されてポート・パーヴィスに向かい、続いて曳船「パウニー(USS Pawnee, ATF-74) 」によってエスピリトゥサント島に牽引され、応急修理の後メア・アイランドに向けて出航、1944年1月2日に到着した。
戦線に復帰した「デンバー」は1944年6月22日にエニウェトク環礁に到着した。8日後にマリアナ諸島および小笠原諸島に対する攻撃を行う空母部隊の護衛として出航する。7月4日に硫黄島に砲撃を行い、空母部隊の護衛を継続した後8月5日にエニウェトクに帰還した。
1944年9月6日にポート・パーヴィスを出航、パラオへの攻撃に向かう。「デンバー」は9月12日から9月18日までアンガウル島を砲撃し、続いてウルシー環礁への上陸前に掃海、偵察および水中破壊活動を行う部隊の支援を担当した。9月28日にマヌス島へ帰還し、フィリピンに向かう準備を行う。
「デンバー」は1944年10月12日に出航し、レイテ島上陸に備えてスルアン島、デュラグへの砲撃を行う。続いて南部の上陸予定海岸への砲撃を行った。10月25日のスリガオ海峡海戦では第77任務部隊として西村部隊への攻撃を行う（両軍戦闘序列）。3時51分に部隊はレーダー照射による砲撃を行い、戦艦「山城」を撃沈した。重巡「最上」と駆逐艦「時雨」がスリガオ海峡から脱出したあと、「デンバー」など巡洋艦部隊と駆逐艦隊は日本海軍の後続部隊（志摩艦隊）を追撃したが、戦果は「最上」を砲撃して損傷させたにとどまった。その後、「デンバー」他は海峡に取り残されていた西村艦隊最後の駆逐艦（朝雲）を撃沈した。
レイテ湾での作戦活動を継続し、「デンバー」は多数の攻撃を退けた。10月28日には敵機による爆弾が至近距離で爆発し、小規模の損害および氾濫が生じた。11月は増援部隊の上陸を遮り、11月27日には特攻機による攻撃を退け、右舷200ヤードでの爆発で4名が負傷した。「デンバー」は僚艦と共に支援グループを形成し12月13日から16日にかけて行われたミンドロ島上陸支援を行った後、12月24日にマヌス島へ帰還した。
1945年1月3日にサンペドロ湾に帰還し、翌日リンガエン湾への上陸部隊支援に出撃する。「デンバー」はフィリピンに留まり、フィリピン諸島への攻撃に参加した。1月29日および30日にはサンバレス州への上陸を支援し、グランド島への上陸に備えた掃海作業を援護した。31日にはバタンガス州のナスグブへの火力支援を行い、2月1日から7日までミンドロ島への輸送船団を援護、2月13日から16日までマリベレス湾へ上陸する陸軍部隊を支援、触雷した駆逐艦「ラ・ヴァレット (USS La Vallette, DD-448) 」の生存者を救助した。その後、5月までパラワン州およびミンダナオ島に対する作戦活動に従事した。
1945年6月7日、「デンバー」はスービック湾を出航しボルネオのブルネイ湾およびバリクパパンへの攻撃に向かう。上陸に備えての掃海作業および水中破壊活動を援護し、作戦開始後は上陸部隊への火力支援を行った。その後レイテ島のサンペドロ湾に7月4日帰還し、オーバーホールを受ける。
「デンバー」は1945年7月13日に沖縄に向けて出航し、8月7日まで中国の沿岸で日本船に対する探索を行う。終戦後、9月9日に沖縄を出航し、9月25日から10月20日まで和歌山の捕虜収容所から連合軍捕虜を収容するのと、和歌浦湾で占領軍が上陸するのを支援した。その後、帰国の途に就く。
1945年11月21日、ノーフォークに到着した「デンバー」はオーバーホールに入る。1946年1月にロードアイランド州ニューポートに移動し、海軍予備役兵の訓練を行い、カナダのケベックへ親善訪問を行う。4月にフィラデルフィア海軍造船所に到着し、1947年2月7日に予備役となる。1960年2月29日に売却された。
海軍殊勲部隊章に加えて、「デンバー」は第二次世界大戦の戦功で11個の従軍星章を受章した。